# Arvid Boecker

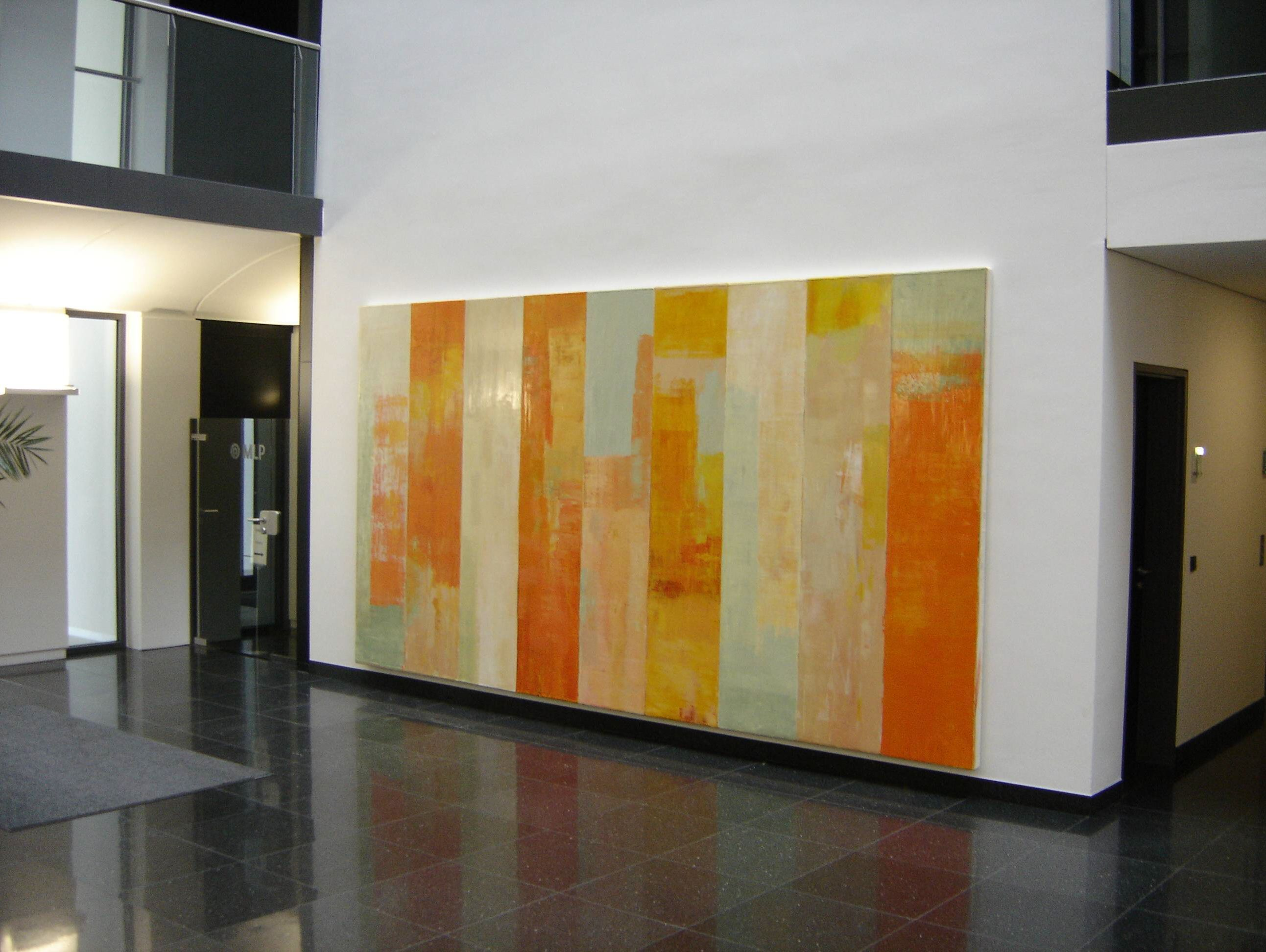
Titel „#512“, 2007, 250 × 500 cm,
im Foyer einer Rechtsanwaltskanzlei in Mannheim

Arvid Boecker (* 1964 in Wuppertal) ist ein deutscher Maler und Kurator. Er ist ein Vertreter der Konkreten Kunst und befasst sich mit Farbfeldmalerei.

## Leben
Arvid Boecker studierte von 1987 bis 1989 an der Universität Trier Kunstgeschichte und wechselte danach an die Hochschule der Bildenden Künste Saar in Saarbrücken. Dort studierte er bis 1994 bei den Professoren Jochen Gerz, Bodo Baumgarten und Ulrike Rosenbach. In den Jahren darauf unternahm er wiederholt längere Arbeitsreisen u. a nach London (ACME Studios, 1994–1995), nach Katwijk aan Zee in den Niederlanden (1995–1996), auf die Insel Skye 2005, nach La Ciotat in Südfrankreich 2006, und 2018 war er für einen längeren Arbeitsaufenthalt in Paris.
Boecker ist seit 1996 Mitglied im Saarländischen Künstlerbund und seit 2019 Mitglied im Künstlerbund Baden–Württemberg. Er lebt und arbeitet in Heidelberg. Seit 2018 hat er auch ein Atelier in Frankfurt am Main.

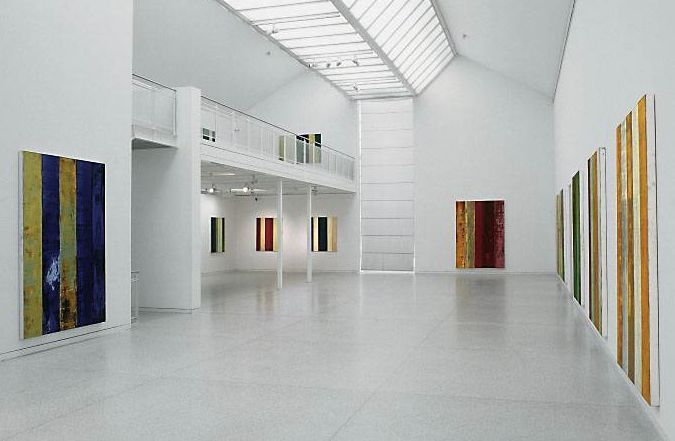
Großer Ausstellungsraum Heidelberger Kunstverein
Arvid Boecker Milch & Honig, 2005 (Blaues Bild links Titel „#313“, 2004, Öl auf Leinwand, 240 × 170 cm; Rotes Bild im Hintergrund Titel „#314“, 2004, Öl auf Leinwand, 240 × 170 cm)

## Zum Künstlerischen Werk
Arvid Boeckers Thema als Künstler ist die Farbe an sich. Er verwendet Ölfarben, die er selbst aus Pigmenten herstellt, und auf Leinwände aufträgt. Da das Grundieren der Leinwände immer längere Trocknungszeiten erfordert, erstellt Boecker immer ganze Reihen mit denselben Abmessungen, an denen er dann abwechselnd arbeitet. Die Bilder nummeriert er durch und versieht sie mit einem Hashtag, zum Beispiel so: „#1103“. Er bezeichnet diese Reihen als „Bilderfamilien“. Wie er mit der Fläche umgeht, sie aufteilt für bestimmte Farbaufträge, legt Arvid Boecker gleich zu Beginn fest. Seine Werke sind immer entweder rechteckig oder quadratisch. Seit 2014 konzentriert sich Boecker auf das Format 50 × 40 Zentimeter, das er durch einen Längsstrich in zwei Felder teilt, die er mit unterschiedlichen Farben versieht. Sie wird in bis zu 40 Schichten aufgetragen, zum Teil lasierend, zum Teil aber auch pastos. Arvid Boecker verwendet Rakeln zum Entfernen älterer Farbschichten oder trägt mit dem Malmesser neue Farbschichten auf. Dieser Prozess kann bis zu einem Jahr Zeit in Anspruch nehmen.

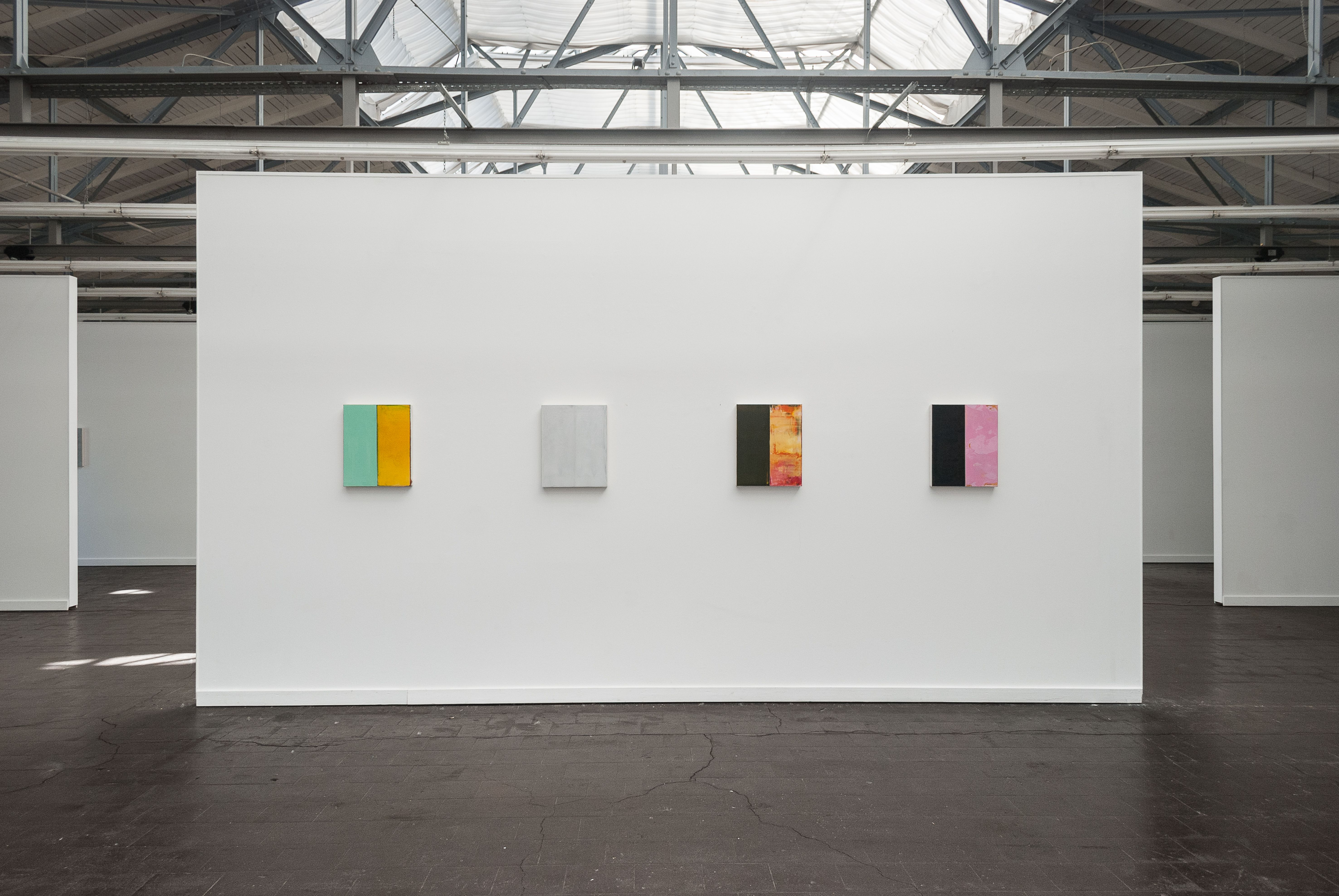
Ausstellungsansicht 2018 im Verein für aktuelle Kunst / Ruhrgebiet
(Auf dem Foto sind die Werke mit den Titeln „#1156“, „#1167“, „#1173“, „#1176“ zu sehen, alle Öl auf Leinwand, 2018, 50 × 40 × 5,5 cm)

Während dieses langen Zeitraumes reifen seine Bilder. Oft unterbricht Boecker die Arbeit an einem Bild, um ihm Ruhe zum Trocknen zu gewähren. Die Arbeit an einem Werk ist also ein Prozess, bei dem es darum geht, sich des eigenen Bewusstseins für Farbe und ihrer Wirkungen zu vergewissern. Immer steht dahinter die Frage, wie kommt welche Wirkung beim Betrachter zustande, wie interagieren die Farben miteinander zu welchem Resultat: „So wird der Maler manchmal zum Forscher in seinem eigenen Werk, indem er wie ein Archäologe alte Schichten und Zustände sucht und wieder zum Vorschein bringt. Er ist Schöpfer und Zerstörer in einem, lässt entstehen und löscht wieder aus, kreiert und verwirft. Aber nicht aus einer Laune heraus, sondern immer im Hinblick auf das Gelingen des Bildes als Ganzes.“ Das so in langen Arbeitsprozessen entstandene Werk zeigt die Spuren seiner Entstehung deutlich, z. B. durch Verschattungen – dunklere Farbschichten wurden durch helle übermalt – oder durch Kratzungen, die Durchblicke auf die älteren Farbschichten gewähren.
Boecker gestaltet auch ganze Raumkonzepte, wie z. B. 2012 für die Städtische Galerie Neunkirchen. Für diese Ausstellung schuf er 40 quadratische Werke, die selbst wieder in kleinere Quadrate aufgeteilt und mit unterschiedlichen Farbtönen bemalt wurden. Zusätzlich strukturierte er den Ausstellungsraum durch eigens angefertigte farbige Sitzhocker, und Wandmarkierungen mit farbigem Klebeband, die sich von der Wand bis zum Boden ziehen und ein Rechteck formen. Diese räumliche Gesamtinstallation sollte es dem Betrachter ermöglichen, darüber zu reflektieren, wie er die Kunstwerke im Raum wahrnimmt.
Im Jahr 2016 erstellte Boecker für die Stiftskirche Sunnisheim in Sinsheim ein Triptychon, bestehend aus drei gleichformatigen Bildern, die speziell für diesen Raum geschaffen wurden.
Boecker sieht sich selbst als einen „reisenden Beobachter“. Seine Auslandsaufenthalte, wie z. B. 1995 nach Katwijk aan Zee in den Niederlanden, 2005 auf die Insel Skye und 2006 nach La Ciotat sind für ihn Recherchereisen in Sachen Licht und Farben. In Katwijk bestand bereits im 19. Jahrhundert eine internationale Künstlerkolonie. Auch La Ciotat in Südfrankreich hat schon immer die Künstler angezogen. Es sind die scharf abgegrenzten Kontraste durch die südlichen Lichtverhältnisse am Meer, und die Hafenatmosphäre, welche die Künstler schon zu Beginn des 20. Jahrhunderts faszinierten. Die Insel Skye ist berühmt wegen ihrer nebeligen Küste, wodurch das Licht oft diffus und schimmernd ist. All diese Impulse und Erfahrungen vor Ort verarbeitet Boecker in seinen Werken, so dass er von sich sagt: „Was ich auf meinen Bildern male, sind Erinnerungen.“ Allerdings nicht Erinnerungen im Sinne von Landschaftsbildern, sondern Erinnerungen, die jeder Künstler unbewusst oder bewusst mit sich trägt, und die seine Kunst beeinflussen. Die lange Zeitdauer der Entstehung seiner Werke erlaubt Arvid Boecker eine Art meditativen Arbeitens. In den Monaten bis zur Fertigstellung eines Werkes kann er ausführlich über die Wirkungen des Farbauftrags reflektieren, er kann sein Werk für eine Zeit lang weglegen und an einem anderen weiterarbeiten, er kann durch ständiges neues Schauen und Bearbeiten der Leinwände mithilfe von Rakeln und Spachteln so lange daran arbeiten, bis es genau den Ausdruck wiedergibt, den er erzielen möchte. Aus der Ferne betrachtet, sind es manchmal fast monochrome Werke und erst, wenn man näher geht, erkennt man die Vielzahl der verschiedenen Schichten, die der Künstler in dem Werk realisierte. So braucht nicht nur die Herstellung seiner Kunst viel Zeit, sondern auch der Betrachter ist gefordert, sich Zeit zu lassen, um alle Aspekte der Arbeiten wahrzunehmen: „Boeckers Werke strahlen Ruhe und Kraft aus – und auch wenn er bewusst jeden Anschein alles Bildhaften vermeidet, bieten sie dennoch eine Projektionsfläche für eine Vielzahl an Assoziationen.“

## Einzelausstellungen (Auswahl)
- 1996: unentwegt,[15] Forum Kunst Rottweil, Rottweil
- 2005: Milch und Honig,[16] Heidelberger Kunstverein, Heidelberg
- 2006: Kilmuir Walk,[17] Villa Goecke, Krefeld
- 2007: Studio La Ciotat,[18] Galerie Robert Drees, Hannover
- 2012: Take your time,[19] Städtische Galerie Neunkirchen
- 2015: Surfaced from his dive,[20] Galerie Ursula Grashey, Konstanz
- 2016: Insomnia,[21] Stout Projects, New York, USA
- 2016: On a clear Day,[22] Factory 49, Sydney, Australien
- 2018: Watching paint dry,[23] Kunstverein Brackenheim, Brackenheim
- 2019: Free,[24] Diese Ausstellung war in zwei Teile geteilt, zum einen eine Einzelausstellung des Künstlers (Free), zum anderen eine von ihm im Rahmen seines Projekts boeckercontemporary kuratierte Gruppenausstellung (Breathe)
- 2020: Arvid Boecker: Malerei,[25] Forum Kunst Rottweil, Rottweil

## Ausstellungsbeteiligungen (Auswahl)
- 1990: Förderpreis Junge Künstler, Wilhelm-Hack-Museum, Ludwigshafen am Rhein
- 1995: Work Art,[26] Galerie der Stadt Stuttgart, Stuttgart
- 1996 Artifizielle Natur,[27] Städtische Galerie, Böblingen
- 1998: Zeichnung, Dominikanermuseum Rottweil, Rottweil
- 2000: Expo 2000: Weltausstellung, Von der Heydt-Museum, Wuppertal
- 2003: Form und Struktur. Wege zur Abstraktion II,[28] Kunstverein Schloss Plön, Plön
- 2005: Tangenten,[29] Stadtgalerie Saarbrücken, Saarbrücken
- 2005: Amber Room Society,[30] (Die Amber Room Society bestand aus Arvid Boecker, Jürgen Jansen und Uwe Esser), Augsburg
- 2007: Tysk Samtids Kunst, Galleri Tonne, Oslo
- 2008: Dein Land macht Kunst,[31] Saarlandmuseum, Saarbrücken
- 2010: Geheimnisvolle Zwischenwelten,[32] Museum Pfalzgalerie Kaiserslautern, Kaiserslautern
- 2015: Abstract Strategies, Galerie Mirta Demare, Rotterdam, Niederlande
- 2016: An einem Tisch – Zeitgenössische Positionen geometrischer Abstraktion,[33] Galerie Robert Drees, Hannover
- 2016: Sandwiches. Presented by the Talent Agency,[34] Cartel Artspace, Bangkok, Thailand
- 2017: Trans,[35] Raygun Projects, Toowoomba, Australien
- 2018: Arvid Boecker – Malerei; Boris Doempke – Installation; Christiane Gruber – Malerei,[36] Verein für aktuelle Kunst/Ruhrgebiet, Oberhausen
- 2018: 4ABSTRACT2NOT,[37] Quadrart Dornbirn, Dornbirn, Österreich
- 2018: Sydney Paris Sunrise,[38] Galerie Abstract Project, Paris, Frankreich

## Preise
- 2. Preis, Förderpreis Junge Künstler, Saar Ferngas,[39] Saarbrücken, 1990
- Kunstpreis der Stadt Landau, 1994
- Förderpreis der Stadt Groß-Gerau GG-Perspektiv, 1994

## Sein Projektraum in Heidelberg
Seit 2015 betreibt Arvid Boecker einen Projektraum in Heidelberg – boeckercontemporary. Boeckers Absicht ist es, in Heidelberg einen „Ort der Begegnung mit zeitgenössischer Kunst“ zu etablieren. Pro Jahr sollen vier bis sechs Ausstellungen „international etablierter Positionen ungegenständlicher Malerei“ organisiert werden. Dafür arbeitet er weltweit mit freien Kuratoren zusammen, kuratiert aber auch einige Ausstellungen selbst. Ziel des Projektraums ist auch, für mehr Vernetzung in der Region zu sorgen, und so zu einem aktiven Ausstellungsleben beizutragen. Seit 2017 realisiert Boecker von ihm kuratierte Ausstellungen auch an unterschiedlichen Orten, so z. B. in der Galerie Oqbo in Berlin (2017, Better late than ugly) und im Museum St. Wendel (2019, Breathe).

### Ausstellungen (Auswahl)
- 2016: Gruppenausstellung Systems of Compliance,[40] 19. September bis 21. September 2016 (mit Christoph Borowiak, Jin-Kyoung Huh, Yoon Jung Kim und Line Krom) – Kuratiert von Aline von der Assen
- 2016: Douglas Witmer, Philadelphia: Naranja, 22. Juli – 19. August – Kuratiert von Arvid Boecker
- 2017: Better late than ugly,[41] 28. Januar 2017 bis 25. Februar 2017 Galerie oqbo, Berlin
- 2017: Black Box(es),[42] Metz, Frankreich. Diese Ausstellung wurde im April 2018 auch im Künstlerhaus Saar[43] sowie vom 12. April bis 4. Juni 2018 im Casino Luxemburg Forum d'art contemporain[44] gezeigt. 2019 war die Wanderausstellung im La 'S' Grand Atelier, in Vielsalm in Belgien vom 5. Mai bis 21. Juni 2019

zu sehen
- 2017: Gruppenausstellung In Good Shape,[45] 4. März – 7. April (mit Michael Bause, Christian Bilger, Frank Eltner, Dirk Lebahn, Seraphina Lenz, Julia Ziegler) – Kuratiert von Arvid Boecker
- 2017: Gruppenausstellung Timelines Non Objective Art from Australia, 21. April – 19. Mai (mit Emma Langridge, David Weir, Louise Blyton, Terri Brooks, Giles Ryder, Billy Gruner, Sarah Keighery, Richard van der Aa, Kyle Jenkins, Matthew Allen) – Kuratiert von Arvid Boecker
- 2018: Gruppenausstellung Absolute,[46] (mit Matthew Allan, Emma Langridge, Steven Baris, Stan Van Steendam, Nicholas Szymanski, Mary Bucci McCoy, Kenichi Fujiwara, Robert Dunne, John Tallman)
- 2019: Free,[24] Diese Ausstellung war in zwei Teile geteilt, zum einen eine Einzelausstellung des Künstlers (Free), zum anderen eine von ihm im Rahmen seines Projekts boeckercontemporary kuratierte Gruppenausstellung (Breathe)